# Meic Uilleim
Les Meic Uilleim (ou MacWilliam) forment une famille gaélique descendant de William fitz Duncan, petit-fils de Malcolm III d'Écosse. Ils sont exclus de la succession au trône par le fils de Malcolm, David Ier d'Écosse, au XIIe siècle et fomentent plusieurs rébellions pour revendiquer leur droit sur le Moray voire sur toute l'Écosse.

## Sources
- (en) W.W. Scott « Macwilliam family (per. c.1130–c.1230) » Oxford Dictionary of National Biography Oxford University Press, 2004.
- (en) R. Andrew McDonald « Treachery in the remotest territories of Scotland: Northern resistance to the Canmore Dynasty 1130-1230 » dans Canadian Journal of History vol.33 (August 1999) p. 161-192.
- (en) Richard Oram Domination and Lordship. Scotland 1070-1230 Eddinburgh University Press (Edinburgh 2011)  (ISBN 9780748614974) Table n°3 « The MacWilliam »